# Datana
Datana is een geslacht van vlinders van de familie tandvlinders (Notodontidae), uit de onderfamilie Phalerinae.

## Soorten
- D. angusii Grote & Robinson, 1866
- D. contracta Walker, 1855
- D. chiriquensis Dyar, 1895
- D. diffidens Dyar, 1917
- D. drexelii H.Edwards, 1884
- D. holoporphyra Dyar, 1916
- D. integerrima Grote & Robinson, 1866
- D. major Grote & Robinson, 1866
- D. ministra Drury, 1773
- D. modesta Beutenmüller, 1890
- D. neomexicana Doll., 1911
- D. palmi Beutenmüller, 1890
- D. perspicua Grote & Robinson, 1865
- D. ranaeceps Guérin-Meneville, 1844
- D. robusta Strecker, 1872
- D. rotundata Draudt, 1934